# Mulken
Mulken is een gehucht van Tongeren, een gemeente in de Belgische provincie Limburg. Het gehucht heeft een oppervlakte van 1,48 km² en telde 247 inwoners in 2017.
Het gehucht bevindt zich in het westen van de gemeente Tongeren en is gelegen op zo'n anderhalve kilometer ten noordwesten van het Tongerse stadscentrum. Het bosgebied Beukenberg en de recreatiezone rond de Pliniusbron scheiden Mulken van de stadskern.
Mulken is waarschijnlijk de geboorteplaats van Arnold van Mulken, de 16e-eeuwse meesterbouwer die meewerkte aan de heropbouw van het Paleis van de Prins-bisschoppen in Luik.

## Etymologie
In 1223 werd melding gemaakt van de plaats Mokines later vermeld als onder meer Mulkis en Mulkene. Volgens taalkundige Maurits Gysseling is de naam van het gehucht afgeleid van de persoonsnaam Malikinos. De stam (mal-) waaruit deze persoonsnaam is gevormd, betekent 'uitstekend'.

## Geschiedenis
De geschiedenis van Mulken gaat terug tot de 11e eeuw toen er al een kwartkapel stond die zou zijn opgericht door de heren van Mulken. Rond 1200 zou de kapel zijn vervangen door een nieuw gebouw waarvan een spitsboog bewaard is gebleven in de huidige Sint-Gilliskapel.
Op gerechtelijk vlak maakte Mulken vanaf de 12e eeuw deel uit van de Tongerse stadsvrijheid. Bestuurlijk vormde Mulken een afzonderlijke gemeente en was het gebied een Luiks leen in het bezit van de heren van Mulken. De oudste gekende heer was ene Daniël van Mulken die leefde in de 13e eeuw. De heren van Mulken zetelden in een burcht waarvan de restanten van een versterkte toren zijn bewaard gebleven.
In 1795 werd de stadsvrijheid afgeschaft en vervangen door een kantonnale municipaliteit. In tegenstelling tot de meeste plaatsen uit de oude stadsvrijheid werd Mulken in 1800 geen onafhankelijke gemeente, maar werd het gehucht een onderdeel van de gemeente Tongeren.
In de 20e eeuw was het naburige Broek uitgegroeid tot een volwaardige wijk en in 1967 werd langs de steenweg naar Hasselt een nieuwe kerk gebouwd. Deze kerk vervangt de oude Sint-Gilliskapel als parochiekerk van Mulken.
Op de terreinen van de recreatiezone rond de Pliniusbron opende in juni 2007 het attractiepark Ooit Tongeren. Door financieel wanbeheer en tegenvallende bezoekcijfers vroegen de uitbaters twee maanden later al het faillissement aan. Het gebied werd in 2008 omgevormd tot een stadspark en is sindsdien gratis toegankelijk voor het publiek.

## Bezienswaardigheden
- Beukenberg, kunstmatig bos dat deels gelegen is op een Romeins aquaduct
- Burchttoren van Mulken, overblijfsel van de burcht van de heren van Mulken
- Kasteel van Betho, kasteelhoeve waarvan de oudste delen teruggaan tot de 15e eeuw
- Pliniusbron, een bron met ijzerhoudend water
- Sint-Gilliskapel, voormalige parochiekerk waarvan de kern teruggaat tot de 13e eeuw

## Natuur en landschap
Mulken ligt in Vochtig-Haspengouw. De hoogte varieert tussen 75 en 108 meter. De kern van het gehucht ligt in de vallei van de Fonteinbeek op een hoogte van ongeveer 80 meter. Deze beek ontspringt nabij het kasteeldomein van Betho en loopt via het Pliniuspark in noordwestelijke richting. In de vallei komen vooral graslanden, populierenaanplantingen en boomgaarden voor.
Ten noorden van Mulken loopt het tracé van de voormalige fruitspoorlijn. Na het opbreken van de sporen is de bedding omgevormd tot een langgerekt natuurgebied. Het beheer van de Spoorwegzate is in handen van Natuurpunt.
Ten zuiden en westen van het gehucht ligt een plateau en loopt de hoogte op tot 108 meter. Enkele holle wegen voeren van de vallei naar het plateau. Het landschap is er iets opener en er wordt op beperkte schaal aan akkerbouw gedaan.

## Nabijgelegen kernen
Broek, Kolmont, Piringen, Tongeren